# The Fitzcarraldo Sessions
The Fitzcarraldo Sessions est un groupe de rock français. Il est mené par les musiciens de Jack the Ripper, en association avec divers chanteurs issus d'autres groupes tels que Archive, Moriarty, Calexico, etc.

## Biographie
Le groupe tire son nom du film de Werner Herzog, Fitzcarraldo, dans lequel le héros éponyme, interprété par Klaus Kinski, tente de construire un opéra en pleine forêt amazonienne,. Le film fait de nombreuses références au ténor italien Enrico Caruso, que le héros du film veut faire chanter dans la forêt. Il est donc à la recherche de sa « voix », tout comme les musiciens du groupe cherchent leur voix en collaborant avec d'autres artistes. Le personnage au visage remplacé par un haut-parleur, visible sur la pochette, est un clin d'œil au gramophone utilisé par le héros du film. Le 21 avril 2008, les musiciens de Jack the Ripper annoncent qu'ils se séparent temporairement du chanteur Arnaud Mazurel, annonçant leur volonté de prendre des chemins différents. En septembre 2008, le groupe annonce sur Myspace la création d'un nouveau projet nommé The Fitzcarraldo Sessions en collaboration avec d'autres voix.
Le lundi 19 octobre 2009 sort le premier album, We Hear Voices. Plusieurs chanteurs participent à l'aventure, interprétant les chansons arrangées et composées par les musiciens de Jack the Ripper : Moriarty, Stuart Staples (Tindersticks), Phoebe Killdeer (Nouvelle Vague), Dominique A, Syd Matters, Blaine Reininger (Tuxedomoon), Joey Burns (Calexico), Paul Carter (Flotation Toy Warning), Craig Walker (Archive), 21 Love Hotel, et El Hijo (Migala). Celui-ci est reçu très positivement et se révèle relativement médiatisé par comparaison avec ses aînés issus de Jack the Ripper. Il atteint la 127e place des charts français. Le groupe est ainsi accueilli sur France Inter ou le 7 janvier 2010 sur le plateau de l'émission Ce soir ou jamais présentée par Frédéric Taddeï.
Le groupe réalise par la suite une tournée en 2010, qui débuta par un concert le 16 février 2010 au Bataclan, en présence de la plupart des collaborateurs. S'ensuivirent de nombreux concerts lors de prestigieux festivals, comme le Festival Days Off de la Salle Pleyel en juillet 2010 ou les Printemps de Bourges.

## Membres
- Aka de Kebnekaize — trompette
- Adrien Rodrigue — violon
- Alexandre Irissou — piano, claviers
- Hervé Mazurel — guitares acoustique et électrique
- Dominique Martin — guitares électriques, piano
- Thierry Mazurel — basse, contrebasse
- Fabio Fenaux — batterie

## Discographie
- 2009 : We Hear Voices (octobre 2009)